# Run on Love
"Run on Love" é uma canção do musicista sueco Lucas Nord, lançado como segundo single de seu álbum de estreia, Islands (2013). Contém vocais da cantora sueca Tove Lo, que co-escreveu a música com Nord. A canção alcançou a primeira posição na parada americana da Billboard, Dance Club Songs na primeira semana de janeiro de 2016, dando a Nord sua primeira posição nos Estados Unidos, tendo Lo como seu terceiro número um na parada. O vídeo musical da música apresenta um relacionamento visto pelos olhos de um namorado (através do espectador) enquanto ele passa o tempo com sua namorada (interpretada por Lo) pelas ruas de Estocolmo, Suécia.

## Faixas
Lançamento de 2013 (Suécia)
- 1 "Run on Love" (featuring Tove Lo) (Radio Edit) – 3:58
- 2 "Run on Love" (featuring Tove Lo) (Extended Mix) – 4:50
- 3 "Run on Love" (featuring Tove Lo) (Emil Hero Remix) – 3:54
- 4 "Run on Love" (featuring Tove Lo) (Wickman Remix) – 6:35
- 5 "Run on Love" (featuring Tove Lo) (Callaway & Rosta Remix) – 6:21
- 6 "Run on Love" (featuring Tove Lo) (Joaquin Remix) – 4:45

Lançamento de 2015 (US)
- 1 "Run on Love" (featuring Tove Lo) (Radio Edit) – 3:58
- 2 "Run on Love" (featuring Tove Lo) (JKGD Radio Edit) – 3:29
- 3 "Run on Love" (featuring Tove Lo) (Extended Mix) – 4:50
- 4 "Run on Love" (featuring Tove Lo) (JKGD Extended Mix) – 4:43
- 5 "Run on Love" (featuring Tove Lo) (Babyboi Remix) – 5:30
- 6 "Run on Love" (featuring Tove Lo) (Pri Yon Joni Remix) – 6:30
- 7 "Run on Love" (featuring Tove Lo) (MARAUD3R Remix) – 6:01
- 8 "Run on Love" (featuring Tove Lo) (Tonekind Remix) – 4:52
- 9 "Run on Love" (featuring Tove Lo) (Funky Junction Remix) – 4:44

Re-lançamento de 2015 (US)
- 1. "Run on Love" (featuring Tove Lo) (Dave Audé Club Mix) – 5:55
- 2. "Run on Love" (featuring Tove Lo) (Tony Moran & Deep Influence Mix) – 8:07
- 3. "Run on Love" (featuring Tove Lo) (Rasmus Faber Remix) – 5:31
- 4. "Run on Love" (featuring Tove Lo) (Emil Héro Remix) – 3:54
- 5. "Run on Love" (featuring Tove Lo) (Wickman Remix) – 6:35
- 6. "Run on Love" (featuring Tove Lo) (Callaway & Rosta Remix) – 6:21
- 7. "Run on Love" (featuring Tove Lo) (Joaquin Remix) – 4:45

## Desempenho nas paradas musicais
| Tabela musical (2015–16)                          | Melhor posição |
| ------------------------------------------------- | -------------- |
| Estados Unidos (Billboard Dance/Electronic Songs) | 23             |
| Estados Unidos (Billboard Dance Club Songs)       | 1              |